# Poinçon
Pour les articles homonymes, voir Poinçon (homonymie).
 (avril 2015).
Si vous disposez d'ouvrages ou d'articles de référence ou si vous connaissez des sites web de qualité traitant du thème abordé ici, merci de compléter l'article en donnant les références utiles à sa vérifiabilité et en les liant à la section « Notes et références ».

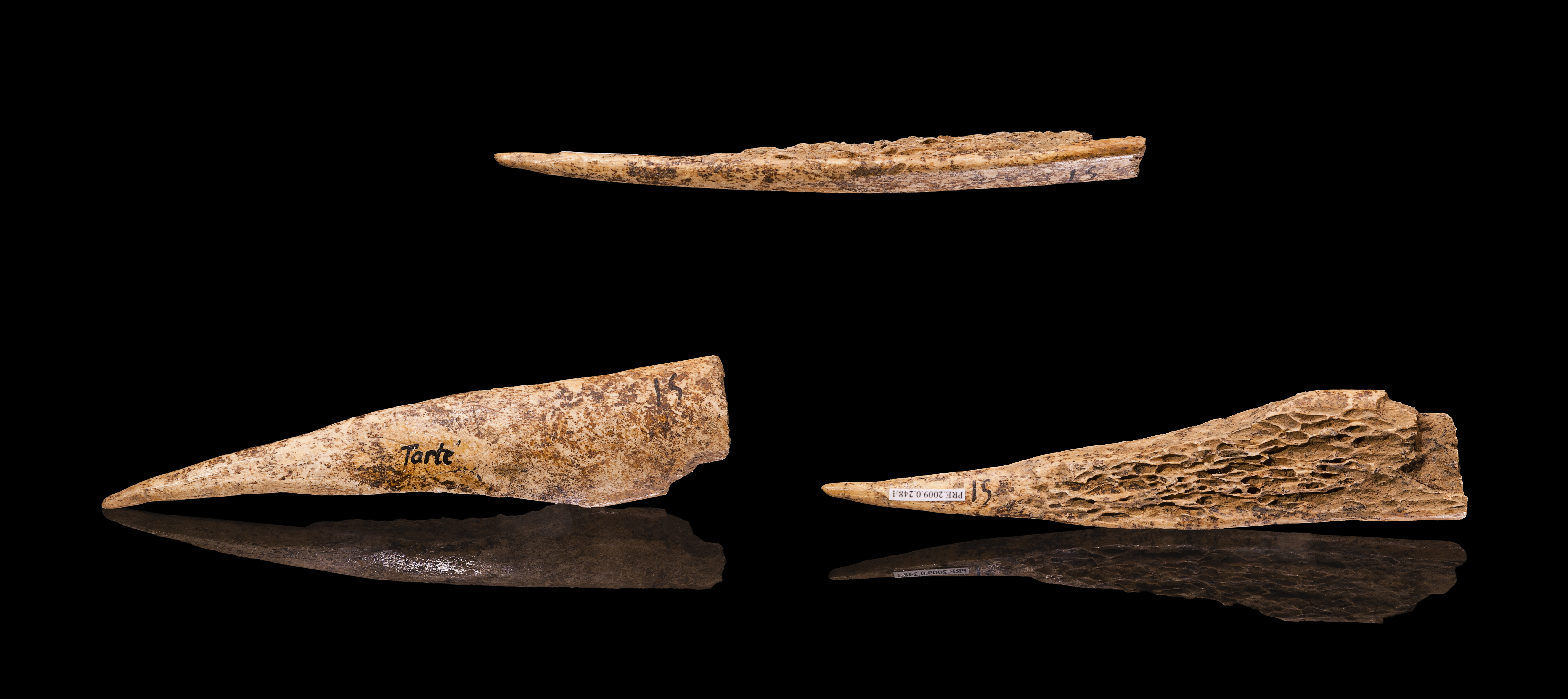
Poinçon en os, Paléolithique supérieur, Tarté.
Muséum de Toulouse.

Le poinçon est un outil qui a pour fonction de laisser une marque sur une autre pièce (pointeau), ou même de la perforer (poinçonneuse : tôle, cuir, ticket de métro, etc.). Cet instrument est utilisé depuis la préhistoire. On appelle aussi poinçon la marque laissée par cet outil.

## Poinçon en imprimerie
En imprimerie traditionnelle à caractères mobiles (celle de Gutenberg), le poinçon est la pièce de métal dur sur laquelle est ciselée la forme du caractère. Ce poinçon est ensuite frappé dans une pièce de cuivre (métal plus mou) qui reçoit donc ce caractère en creux. Cette pièce de cuivre (dite matrice) est ensuite ajustée puis utilisée pour fermer le moule dans lequel on vient couler le plomb qui va produire le caractère mobile en autant d’exemplaires que souhaité. Ces caractères mobiles sont ensuite assemblés en blocs, qui sont encrés et transfèrent l’encre à la feuille dans une presse.

## Poinçon en horlogerie, bijouterie, joaillerie et orfèvrerie
En bijouterie et en orfèvrerie, le poinçon est un outil permettant de marquer les bijoux et les objets afin de certifier les teneurs des différents métaux. C’est le poinçon de titre. La maison ayant produit ou importé la pièce appose son « poinçon de responsabilité » (également appelé « poinçon de fabricant » ou « poinçon de maître »).

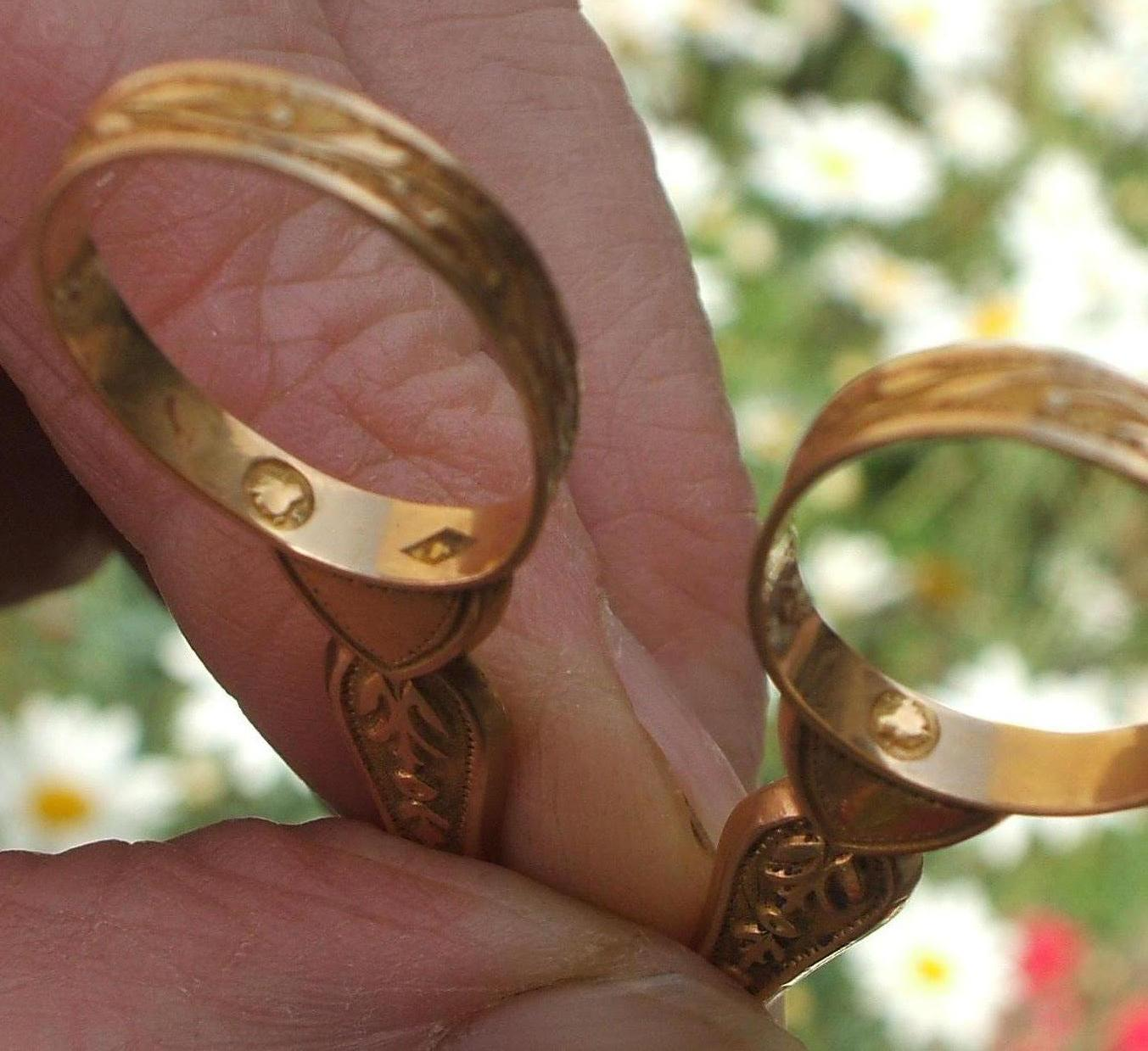
Poinçon de l'or.
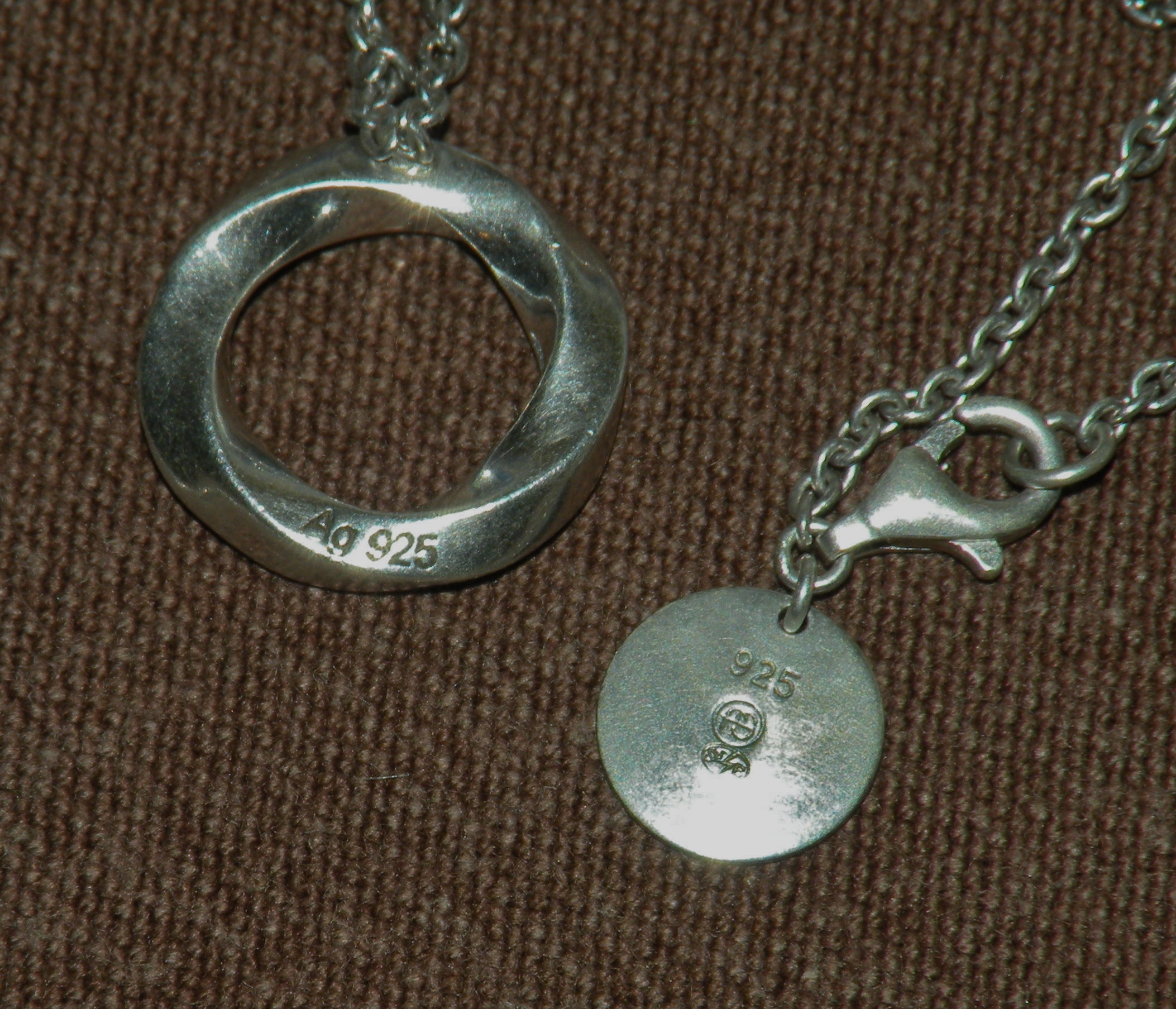
Poinçon de l'argent.

En France, l'État appose son poinçon de titre pour les bijoux de plus de 3 g pour l'or ou de 30 g pour l'argent. Le poinçon de l'or 750 millièmes (ou 18 carats) est une tête d'aigle. Pour l'argent 800 et 925 millièmes, une tête de minerve (casque) avec un 1 ou 2 pour le premier ou second titre. Pour le platine, une tête de loup (950 millième) ou un manchot s'il est pur à 999/1000. Pour les petits ouvrages (par exemple une bague de 10 g en argent massif), un poinçon 925 est fréquemment posé mais il ne constitue pas une garantie d'État. Le fabricant ou l'importateur a, lui, l’obligation d'apposer son poinçon « de responsabilité ».
La multiplication des poinçons s'inspirant de symboles différents comme des animaux, des fleurs, des parties du corps, des têtes d'oiseaux, etc. a imposé la création d'une nomenclature aussi complète que possible des nombreux symboles utilisés au cours des siècles. Un des recueils les plus connus de tous ces poinçons est le Dictionnaire Beuque des poinçons publié en 1927.
En horlogerie suisse, il y a également le Poinçon de Genève, le sceau de qualité du canton utilisé pour des montres.

## Poinçon en céramique
En céramique décorée, notamment la sigillée antique, les poinçons servent à imprimer dans l'argile fraîche des motifs divers, généralement répétés pour former des ensembles décoratifs (frises, entourages de métopes, etc.).

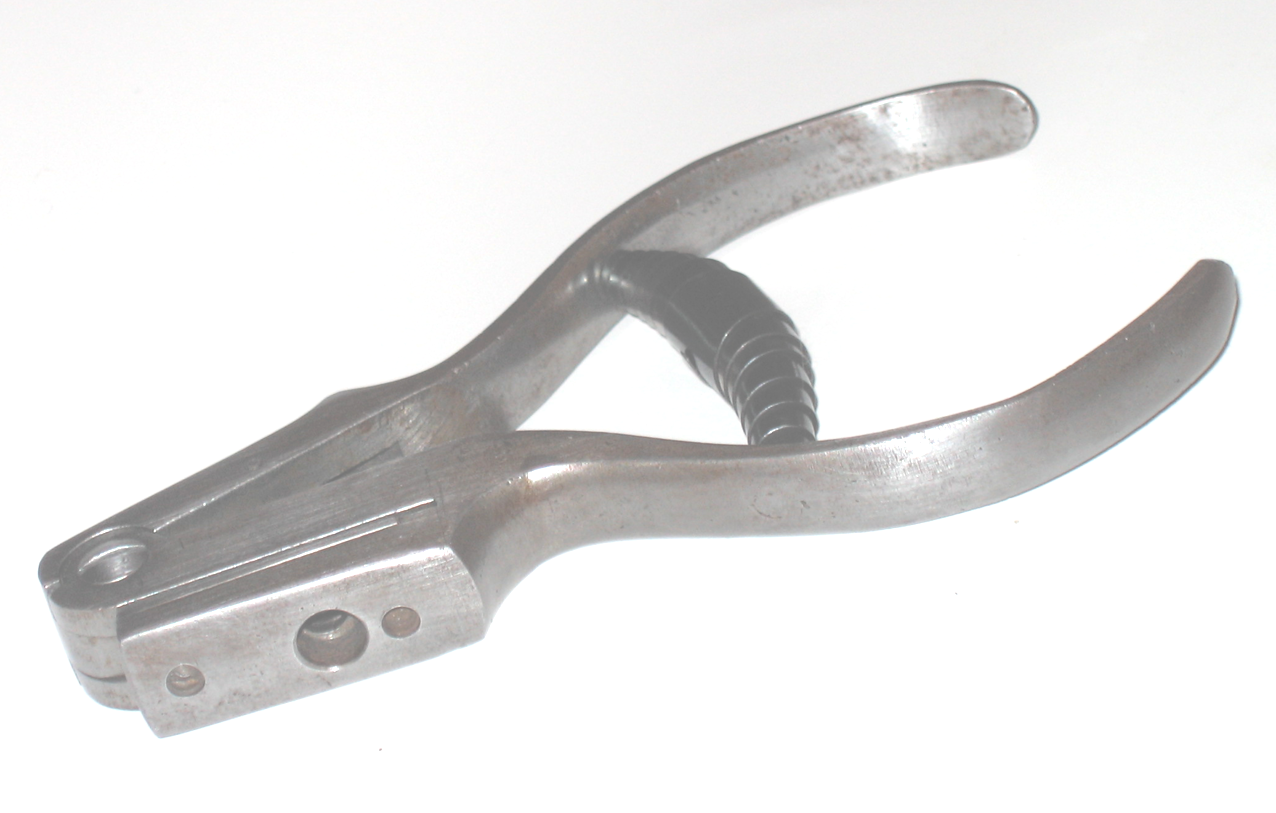
Poinçon pour ticket de bus. Ce poinçon manuel servait à perforer les titres de transport. Les Transports en Commun Lyonnais, à Lyon en France, l'ont utilisé jusqu'en 1960.

## Autre utilisation du terme
- Le terme poinçon peut désigner une ancienne mesure de capacité pour les liquides et les pondéreux. Selon les provinces de l'ancienne France, il correspondait à une contenance variant de 220 à 700 litres.